# Front Marxista Valencià
Front Marxista Valencià, organització política del País Valencià, creada el 1954 en la clandestinitat. Suposava de fet una de les primeres expressions organitzatives del comunisme valencià sota el franquisme. Entre els seus membres destacaren Francesc Codonyer i Enric Tàrrega Andrés. El Front mantenia una actitud de reivindicació de la identitat pròpia del País Valencià, que contrastava amb la de la federació valenciana del Partido Comunista de España (PCE). El caràcter valencianista del Front s'alimentà encara més amb la incorporació d'un sector de la Joventut de Lo Rat Penat. Cap a mitjans dels 1960, el FMV va desaparèixer, i els seus integrants van passar a militar, en els anys 1960 i 1970 en les formacions valencianistes, com el Partit Socialista Valencià (PSV) i el Partit Socialista Unificat del País Valencià (PSUPV), l'eurocomunisme del Partit Comunista del País Valencià (PCPV), el marxisme d'alliberament nacional del Partit Socialista d'Alliberament Nacional (PSAN) i el nacionalisme valencià de la Unitat del Poble Valencià (UPV).